# Aleksandr Miloserdov
Aleksandr Valer'evič Miloserdov (in russo Александр Валерьевич Милосердов?; Mosca, 11 giugno 1980) è un ex cestista russo.
È figlio del plurimedagliato Valerij Miloserdov (1951-2015), due volte bronzo olimpico e campione mondiale a Porto Rico 1974.

## Carriera
Con la Russia ha disputato i Campionati europei del 2001.

## Palmarès
- FIBA Europe League: 1

UNICS Kazan': 2003-04